# Otto M. Schwarz
Otto Martin Schwarz (Neunkirchen, Baja Austria, 15 de octubre de 1967) es un compositor y director de orquesta austriaco en el campo de la música de cine y la música sinfónica para viento metal.

## Biografía
Otto Martin Schwarz pasó su infancia en Wimpassing y recibió aquí su primera formación musical. En 1978 fue alumno de la clase preparatoria de Franz Weiss. De 1986 a 1990 estudió educación musical en la Universidad de Música y Artes Escénicas de Viena. Sus profesores fueron Josef Pomberger (trompeta) y Heinz Kratochwil (composición). En los años 1986 a 1987 fue miembro de la banda militar de Burgenland. Desde 1988, Otto Schwarz enseñó en la escuela de música de Wimpassing y dirige la banda juvenil local desde 1990.
Entre las primeras composiciones de Otto Martin Schwarz se encuentra la marcha Premiere para banda de viento de 1992. Siguieron muchos otros lanzamientos para banda de viento, incluidos arreglos de obras populares y composiciones originales para banda de viento sinfónica. Compone música para series de televisión y películas desde 2001.

## Obras (selección)

### Banda de viento
- 2017: The Wall
- 2014: The Heart and the Crown
- 2013: Ready Steady Brass!
- 2012: The Story of Anne Frank
- 2011: The White Tower
- 2010: The bridge on the border
- 2011: Solo Bossa para Flügelhorn y banda
- 2011: All the best
- 2010: Glory Fanfare
- 2010: The Verdict
- 2010: Terra Vulcania
- 2010: Unity Fanfare
- 2009: Concierto n.º 1 para trompeta Trumpet Town
- 2009: Kyrill
- 2009: Last Call
- 2009: Saxpack para saxofón alto y banda
- 2009: Mantua
- 2008: The Golden Secret
- 2008: The Firefighters
- 2008: Bonaparte
- 2008: Around the world in 80 Days
- 2008: Funky Winds
- 2008: Absolute Crossover
- 2007: Cape Horn para trompa y banda
- 2006: Dragon Fight
- 2006: Welcome Overture
- 2006: Mont Blanc
- 2005: Starflash
- 2005: The Count of Monte Cristo
- 2005: Vienna Festival Music
- 2003: Man in the Ice
- 2003: Groovin around
- 2002: Nostradamus
- 2002: Funk attack
- 2001: Generations Fanfare
- 2000: Jazz Waltz #1
- 1999: Asteroid
- 1992: Premiere, Marcha

### Banda
- 2013: Ready Steady Brass!
- 2010: Glory Fanfare
- 2009: Last Call
- 2006: Funky Brass

### Música de cine
- 2001: Enemigos del Corazón (Película para TV)[5]
- 2001: Una isla para soñar – Koh Samui (Película para TV)
- 2002: El Octavo Pecado Mortal: Carrusel de Toscana
- 2002: Las cascadas de Slunj (Película para TV)
- 2004: Los chicos de Paulstrasse
- 2005–2007: Agathe no puede detenerlo (Serie de TV, cinco episodios)
- 2007–2010: El Alpenklinik (Serie de TV, cuatro episodios)
- 2008: Dos corazones y un Edelweiss (Película de televisión)
- 2013: El médico rural-decisión del corazón (Película de televisión)
- 2010–2013: Lilly Schönauer (Serie de películas de televisión, seis episodios)
- 2014: El nadador libre (Película de televisión)

## Discografía
- 2016: Otto M. Schwarz – Brasserie ( Orquesta Sinfónica de Bratislava ; David Hernando Rico, director)
- 2015: Otto M. Schwarz - Symphonic Dimensions II: Mixed in Hollywood (Orquesta Sinfónica de Bratislava; David Hernando Rico, director)

## enlaces web
- Bibliografía relacionada con Otto M. Schwarz en el catálogo de la Biblioteca Nacional de Alemania.
- Otto M. Schwarz in der Internet Movie Database (englisch)
- Otto M. Schwarz en Discogs